# Copa Internacional LNTS Sub-17 de 2018
Copa Internacional LNTS Sub-17 de 2018, também conhecida por Copa Internacional TCL Sub-17 de 2018 (por motivos patrocinais) foi a primeira edição desta competição organizada pelo Desportivo Brasil, parceiro estratégico do clube chinês Shandong Luneng.
Com objetivo de promover o intercâmbio entre Brasil e China, a competição obteve apoio institucional e técnico da Federação Paulista de Futebol e iniciou-se em 24 de setembro, encerrando-se em 27 de novembro. O Red Bull Brasil venceu o Palmeiras e conquistou o título desta edição.

## Participantes
Os clubes que participaram desta edição estão listados abaixo:
- Sport Club Corinthians Paulista
- Ituano Futebol Clube
- Oeste Futebol Clube
- Sociedade Esportiva Palmeiras
- Red Bull Brasil
- Shandong Luneng Taishan Football Club
- São Bernardo Futebol Clube
- São Paulo Futebol Clube

## Primeira fase
Na primeira fase, os participantes foram divididos em dois grupos de quatro clubes cada. Após confrontos de turno e returno entre os adversários de dentro do grupo, os dois melhores classificaram-se para a fase final do torneio, denominada de Série Ouro, enquanto isso os terceiros e quartos colocados disputam a Série Prata.

## Fase final

### Série ouro
A série ouro iniciou-se em 14 de novembro, Palmeiras e Red Bull Brasil eliminaram Corinthians e São Paulo, respectivamente. Este último, venceu o rival no placar mínimo e terminou na terceira posição. Na decisão, o RB Brasil venceu o Palmeiras e conquistou o título.
|  | Semifinais                      | Semifinais                     |   |                                  | Final                            | Final |  |
|  |                                 |                                |   |                                  |                                  |       |  |
|  | CT Palmeiras II, 14 de novembro |                                |   |                                  |                                  |       |  |
|  | Palmeiras                       | 3                              |   |                                  |                                  |       |  |
|  | Corinthians                     | 1                              |   |                                  |                                  |       |  |
|  |                                 |                                |   |                                  |                                  |       |  |
|  |                                 |                                |   |                                  | Arena Barueri, 27 de novembro    |       |  |
|  |                                 |                                |   |                                  | Palmeiras                        | 1     |  |
|  |                                 | Red Bull Brasil                | 2 |                                  |                                  |       |  |
|  |                                 |                                |   |                                  |                                  |       |  |
|  |                                 |                                |   |                                  |                                  |       |  |
|  |                                 |                                |   |                                  | Terceiro lugar                   |       |  |
|  | CT Laudo Natel, 14 de novembro  | CT Laudo Natel, 14 de novembro |   | Parque São Jorge, 26 de novembro | Parque São Jorge, 26 de novembro |       |  |
|  | São Paulo                       | 1                              |   | Corinthians                      | 0                                |       |  |
|  | Red Bull Brasil                 | 2                              |   |                                  | São Paulo                        | 1     |  |

### Série prata
Oeste e Ituano classificaram-se para a decisão ao golear São Bernardo e Shandong Luneng, respectivamente. A equipe brasileira venceu os chineses no confronto pelo terceiro lugar. O Oeste venceu a série prata ao vencer o Ituano, após um empate sem gols.
|  | Semifinais                      | Semifinais                      |       |                                  | Final                            | Final |  |
|  |                                 |                                 |       |                                  |                                  |       |  |
|  | CT Laudo Natel, 14 de novembro  |                                 |       |                                  |                                  |       |  |
|  | Oeste                           | 4                               |       |                                  |                                  |       |  |
|  | São Bernardo                    | 0                               |       |                                  |                                  |       |  |
|  |                                 |                                 |       |                                  |                                  |       |  |
|  |                                 |                                 |       |                                  | Arena Barueri, 27 de novembro    |       |  |
|  |                                 |                                 |       |                                  | Oeste (pen)                      | 0 (8) |  |
|  |                                 | Ituano                          | 0 (7) |                                  |                                  |       |  |
|  |                                 |                                 |       |                                  |                                  |       |  |
|  |                                 |                                 |       |                                  |                                  |       |  |
|  |                                 |                                 |       |                                  | Terceiro lugar                   |       |  |
|  | CT Palmeiras II, 14 de novembro | CT Palmeiras II, 14 de novembro |       | Parque São Jorge, 26 de novembro | Parque São Jorge, 26 de novembro |       |  |
|  | Shandong Luneng                 | 1                               |       | São Bernardo                     | 1                                |       |  |
|  | Ituano                          | 4                               |       |                                  | Shandong Luneng                  | 0     |  |

## Premiação
| Copa Internacional LNTS Sub-17 de 2018 |
| -------------------------------------- |
| Red Bull Brasil Campeão (1.º título)   |

| Série prata                 |
| --------------------------- |
| Ituano Campeão (1.º título) |